# Kétly Károly
Csurgói báró Kétly Károly (Fehérvárcsurgó, 1839. szeptember 14. – Budapest, Józsefváros, 1927. február 19.) orvos, belgyógyász, egyetemi tanár, 1897-től a Magyar Tudományos Akadémia levelező tagja.

## Élete
Édesapja Kétly György, a Károly grófok csurgói uradalmi intézője, édesanyja Hoff Karolina. Orvosi tanulmányait pesti és bécsi egyetemeken folytatta, orvosi oklevelet 1863-ban szerzett. 1864-től 1868-ig a pesti egyetem belgyógyászati klinikáján tanársegéd, majd 1868 és 1870 között ösztöndíjasként bécsi, berlini, és heidelbergi tanulmányutakat tett. Elsősorban idegkórtannal és „villámgyógyászattal” foglalkozott, eredményeként 1870-ben az elektroterápia magántanára lett. 1871-ben a Szent Rókus Kórház rendelőorvosa, 1877-1889-ben belgyógyász osztályvezető főorvos. 1879. május 6-án a Magyar Tudományos Akadémia megválasztotta levelező tagjának. 1881-től a pesti egyetem címzetes nyilvános rendkívüli tanára, 1884-től közegészségügyi tanácsos, 1889 és 1913 között a belgyógyászat nyilvános rendes tanára, valamint az I. számú belgyógyászati klinika igazgatója. 1902-ben és 1903-ban az egyetem rektora. 1919. március 28-án a vörös diktatúra Forradalmi kormányzótanácsa felfüggesztette állásából.
Szakirodalmi és orvosképző tevékenysége mellett jelentős részt vállalt a budapesti Orvosegyesület megszervezésében, amelynek titkára, majd 1889-től alelnöke, 1893-tól pedig elnöke lett. Ezt követően, 1897-től az Országos Orvosszövetség alapító elnöke. Munkássága kiterjedt a belgyógyászat számos területére, jelentősek az idegrendszer megbetegedéseivel kapcsolatos kutatásai. Magyarországon elsőként foglalkozott behatóan ideggyógyászattal, közleményei külföldön is elismerést váltottak ki. Tulajdonképpen a neurológia és az elektromos gyógykezelés egyik hazai úttörője. Foglalkozott az orvosképzés, ezen belül a belgyógyászképzés kérdéseivel is.
Feleségével, Szigligeti Ede színműíró és Sperling Franciska leányával, Szathmáry (Szigligeti) Annával (1841-1909) 1871-ben kötött házasságot.
Az uralkodó, I. Ferenc József Kétly Károlyt és gyermekeit, Lászlót, Istvánt, Károlyt, Endrét, Auréliát és Annát 1896-ban nemesítette, 1913-ban pedig magyar bárói rangra emelte. 1897-ben a „Csurgói” előnév használatával tüntette ki. Címeradományozásra - a kor szokásainak megfelelően - már nem került sor. Kéthly Károly élete során császári és királyi tanácsos, a Magyar Királyi Szent István-rend lovagi fokozatának birtokosa volt. Halálát hörglob, érelmeszesedés okozta.

## Művei
- Villámgyógyászati tanulmányok (Pest, 1870)
- A gyermekhűdés (Budapest, 1874)
- Az idegrendszer némely rendes és beteges működéséről (Budapest, 1881)
- Kórodai tanulmányok az arcideg bántalmairól (Budapest, 1886)
- A belgyógyászat kézikönyve I–VI. kötet, társszerző, Bókay Árpáddal és Korányi Frigyessel együtt (Budapest, 1894)

## Emlékezete

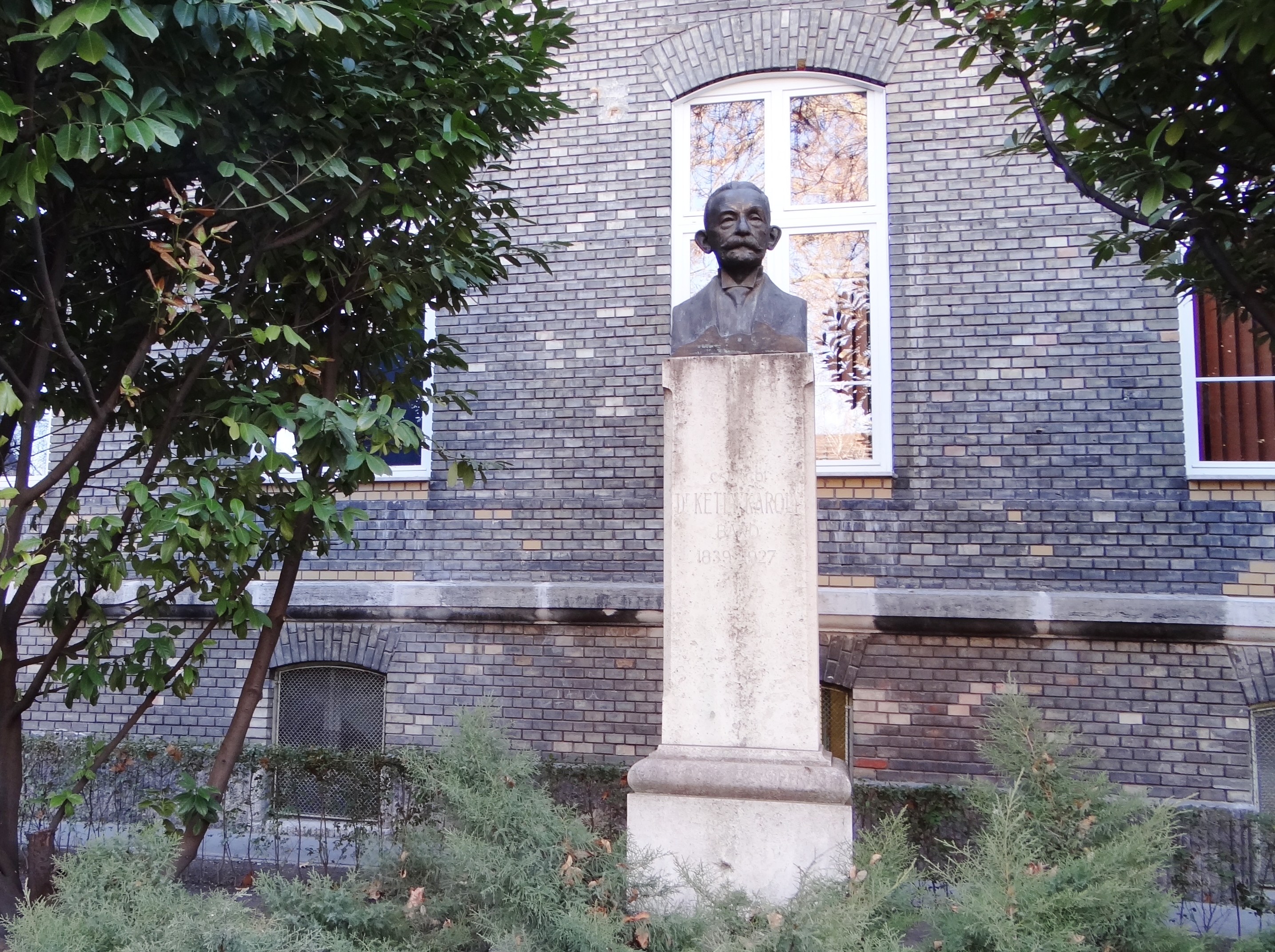
Kétly Károly mellszobra - SOTE belső klinikai telep udvara, 1928.

Szobrát a belgyógyászati klinika belső telepének udvarán (Üllői út 26. szám alatti épület mögött) helyezték el, Vastagh László, (ifj. Vastagh György fia) alkotása (a rajta olvasható szignó szerint).
Szülőfalujában, Fehérvárcsurgón 2005-től utca őrzi emlékét, valamint szülőházának falán emléktáblát avattak.